# Người Uduk
Người Uduk là một dân tộc Nin-Sahara sống ở miền đông Sudan. Họ tự gọi mình là Kwanim Pa và có liên quan về mặt văn hóa và ngôn ngữ với các cộng đồng lân cận, chẳng hạn như người Gumuz và người Kwama ở biên giới Sudan-Ethiopia. Do cuộc chiến gần đây ở miền nam Sudan, họ buộc phải di cư sang các nước khác, đặc biệt là Ethiopia. Sau hiệp định hòa bình năm 2005, một số người Uduk đã bắt đầu hồi hương.
Có khoảng 20.000 người Uduk ở Ethiopia năm 1995.